# Magyar Szalon
A Magyar Szalon (eleinte Magyar Salon) képes havi folyóirat, mely 1884-től 1918-ig jelent meg Budapesten.

## Története
A folyóirat 1884 májusában indult, kiadta és szerkesztette Fekete József és Hevesi József.
A szerkesztők beharangozó írása szerint lapjuk „…egyrészről a napi társadalmi, tudományos, művészeti stb. kérdések elfogulatlan, megbízható, könnyed és alapos tárgyalását tűzte ki czélul, másrészről azon van, hogy ami irodalmunkban és művészetünkben nagyszabású, előkelő és elismert tehetség és kitűnőség csak létezik, együtt csoportosítva mutassa be.” A tekintélyes írók szerepeltetésével a szerkesztők egyik célja az volt, hogy kiszorítsák az országból a német illusztrált folyóiratokat.
Díszesen kiállított füzeteikbe valóban ismert, sikeres írók dolgoztak: Benedek Elek, Jókai Mór, Kiss József, Mikszáth Kálmán, Reviczky Gyula, Szabó Endre, Vajda János és mások. Szana Tamás művészetkritikai, id. Ábrányi Kornél zenekritikai írásokkal jelentkezett. Nemcsak szépírók, hanem  tudósok is helyet kaptak, mint Pulszky Ferenc, Falk Miksa, Simonyi Zsigmond vagy Marczali Henrik.
Az első néhány évben a Magyar Salon társadalmi és művészeti folyóirat volt. A különböző művészeti ágakra, alkotásokra vonatkozó kritikák mellett filozófiai jellegű és társadalomelemző írásokat, tanulmányokat is közölt. Ilyen volt Reviczky Gyula tanulmánya Alexander Bernát A XIX. század pesszimizmusa című könyvéről (1884); Justh Zsigmond esszéje Paul Bourget-ról; Beksics Gusztáv a Polgári elem a magyar társadalomban című tanulmánya; Zilahi Kiss Béla (Június álnéven) Baross Gáborról rajzolt portréja; Vajda János Üdv a szépirodalomnak! címmel megjelent írása.
1887 után a Magyar Salon arculata fokozatosan megváltozott. A hosszabb elemző írások helyét tárcák, szépirodalmi művek, útirajzok vették át. Később sorozatokban mutatták be a társadalmi élet szereplőit, főispánokat, egy-egy arisztokrata hölgyet. A hazai művelődés kérdéseivel továbbra is foglalkozott a lap. Magyarország városait, közigazgatási intézményeit, a sajtót vagy a magyar ipart bemutató tematikus száma jelentek meg.

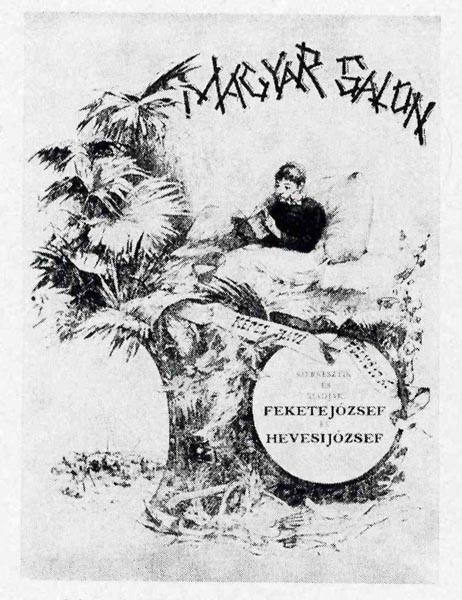
A lap első számának címoldala (Jókai Róza munkája)

## Érdekesség
Egy alkalommal Rudolf trónörökösnek is megjelent egy vadász-tárcája a folyóiratban. Az eseményt a kormánypárti és az ellenzéki sajtó egyaránt üdvözölte és örömmel vette tudomásul a trónörökös kifogástalan magyar stílusát. A valóság azonban más volt: Hevesi József szerkesztő a bécsi főudvarmesteri hivataltól megszerezte a családi használatra szánt német kéziratot, és ő dolgozta át magyarra.